# Nuculana tenuisulcata
Nuculana tenuisulcata is een tweekleppigensoort uit de familie van de Nuculanidae. De wetenschappelijke naam van de soort is voor het eerst geldig gepubliceerd in 1838 door Couthouy.